# 콜드 라잇 오브 데이
《콜드 라잇 오브 데이》(영어: The Cold Light of Day)는 2012년 개봉한 미국의 액션 스릴러 영화이다.

## 줄거리
월가 기업 상담가 윌이 가족들과 스페인 항해 여행을 하던 중 가족들이 납치된다. 윌은 아버지 마틴이 실은 중앙정보국(CIA) 요원이며, 정체불명의 서류 가방을 노리는 첩보원들이 이와 같은 짓을 벌였다는 것을 알게 된다.

## 출연진
- 헨리 캐빌 - 윌 쇼 역
- 브루스 윌리스 - 마틴 쇼 역
- 시고니 위버 - 진 캐랙 역
- 베로니카 에체기 - 루시아 칼데라 역
- 캐럴라인 구돌 - 로리 쇼 역
- 래피 게이브런 - 조시 쇼 역
- 조지프 몰 - 고먼 역
- 오스카르 하에나다 - 막시모 역
- 에마 해밀턴 - 데라 콜린스 역
- 마이클 버드 - 이스마엘 역
- 짐 피덕 - 메클러 역
- 로슈디 젬 - 자히르 역
- 콜름 미니 - CIA 요원 역